# Вані (Чохатаурський муніципалітет)
Вані (груз. ვანი) — село в Грузії.
За даними перепису населення 2014 року в селі проживає 333 особи.